# Moralidade nazista
A moralidade nazista é um sistema moral inventado e usado pelo regime nazista que governou a Alemanha e controlou grandes porções da Europa. Estudos anteriores negavam a existência da moralidade nazista, definindo o nazismo como existindo fora da moralidade. Mais recentemente, os estudiosos tentaram compreender o pensamento moral do nazismo.
Os líderes do Terceiro Reich propagaram uma moralidade particularista que substituiria a tradição universalista da ética cristã e iluminista e da compaixão para os alemães arianos, a Volksgemeinschaft. Essa moralidade construída sobre ideologias pré-nazistas, darwinismo social e higiene racial, o código de honra, o ideal de dureza emocional e a prioridade da comunidade sobre o individualismo. Ao mesmo tempo que motivou os atos de muitos perpetradores nazistas, também afetou partes maiores da sociedade nazista, pois desafiou os antigos padrões morais.